# Ма-ван
Mа-ван («князь лошадей») — в китайской народной мифологии бог-покровитель лошадей. Mа-ван считался воплощением созвездия Фан, которое, согласно астрологическим воззрениям, вершит судьбы коней. Mа-ванa почитали военные (всадники) и хозяева, державшие лошадей.

## Облик
Его изображали сидящим на троне в окружении слуг. Mа-вана изображали и в виде коня, сопровождаемого драконом, фениксом и журавлем.В поздние времена Ма-цзу стало употребляться в одном значении с Mа-ваном, которого изображали в храмах в виде трёхликого существа, считая, что одно лицо символизирует Ма-цзу, другое — женское божество Сянь-му (праматерь [коней]), а третье — Ма-шэ. На лубочных иконах Mа-ван изображали как царя, сопровождаемого военачальниками.

## День рождения
В позднесредневековом Китае Mа-вану в день его рождения, 23 числа 6-й луны, приносили жертвы и в его честь даже устраивали театральные представления в храмах. Поскольку день рождения Mа-вана совпадает с днём рождения бога огня Хо-син, то нередко церемонии предназначались им.